# آنا ألبيرتينا ديلغادو ألفاريز
آنا ألبيرتينا ديلغادو ألفاريز هي رسامة ومصورة وفنانة كوبية، ولدت في 8 أبريل 1963 في هافانا في كوبا.